# 雑阿含経
『雑阿含経』（ぞうあごんきょう、梵: Saṃyukta Āgama）とは、仏教の漢訳『阿含経』の1つ。説一切有部所伝。パーリ語経典の「相応部」（サンユッタ・ニカーヤ）に相当するが、パーリ語経典相応部と異なり、こちらは「雑」の名からも分かるように、元々の主題別のまとまりが崩れてしまっている。計1362経。大正新脩大蔵経No99。

## 日本語訳
- 『国訳一切経』 （印度撰述部 阿含部 第1-3巻） 大東出版社
- 『新国訳大蔵経』 （印度撰述部 阿含部4-5 雑阿含経） 大蔵出版